# 鱼雷艙壁

戰列艦裝甲示意圖，可以看見圖中的「D」是魚雷艙壁.

魚雷艙壁，又稱為防雷艙壁是重型裝甲軍艦上常見的一種海軍裝甲，特別是20世紀初的戰列艦和戰列巡洋艦。 魚雷艙壁的設計令到即使艦體被炮彈或魚雷擊中水線裝甲帶的下方，也能使艦體保持漂浮狀態。

## 歷史
在吸取了第一次世界大戰的教訓後，許多主力艦被改裝成雙層、三層甚至四層的魚雷艙壁，並在艦體外部設置了防雷鼓包。例如，二戰期間美國的戰艦設計有多達四層魚雷艙壁和三層底板。
最裡面的魚雷艙壁通常被稱為保持艙壁，通常這種艙壁會由高強鋼製造，可以變形並吸收魚雷命中並爆炸的壓力而不破裂。如果最後的魚雷艙壁有至少37毫米厚，也可以被稱為裝甲艙壁，因為能夠阻止碎片和低速的炮彈。

## 備註
1. ↑  Gillmer and Johnson, p.185
2. ↑  Gillmer and Johnson, p.185